# Geschichte Allands

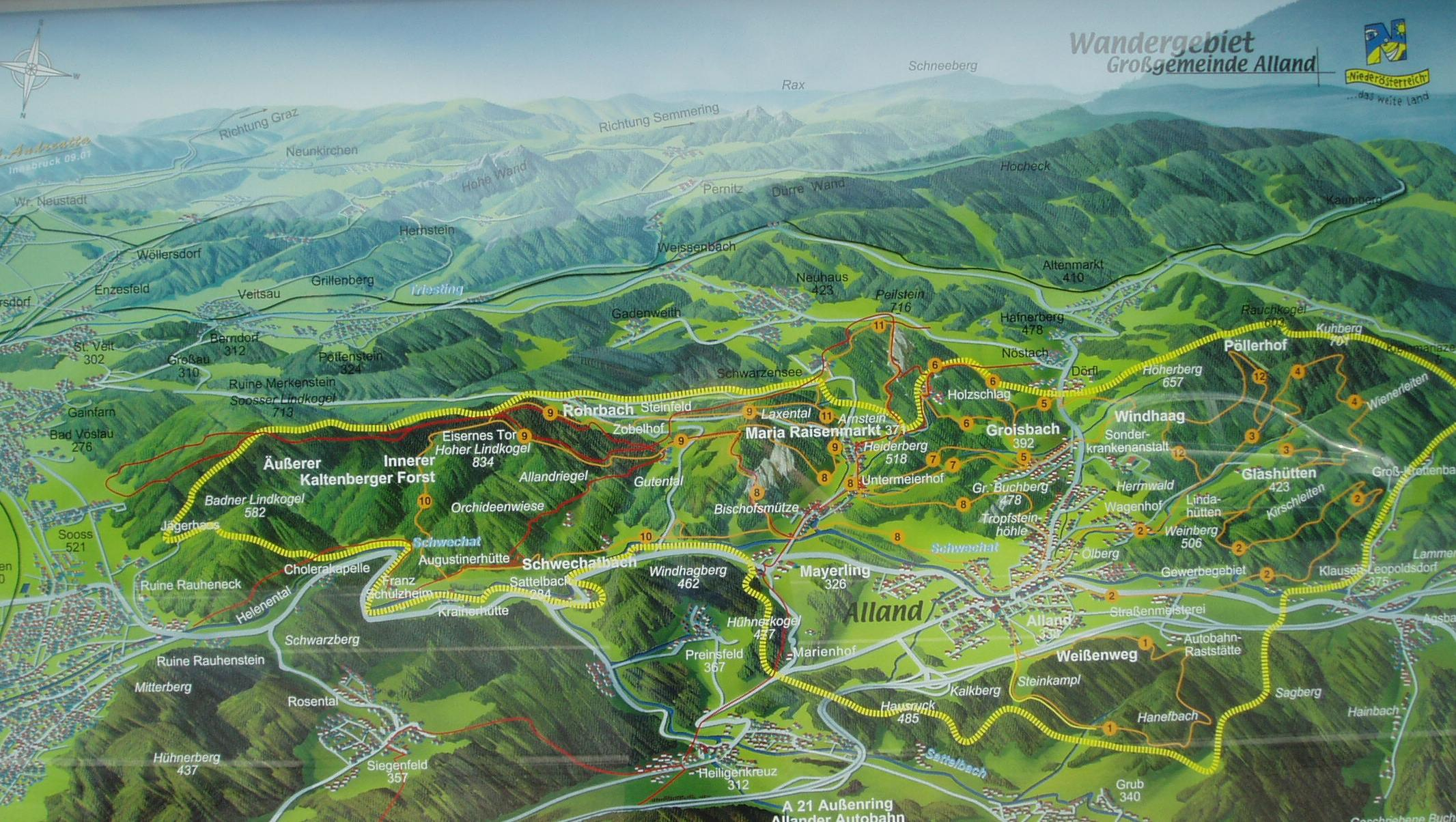
Karte des Gemeindegebiets Alland

Dieser Artikel beschäftigt sich mit der Geschichte der Gemeinde Alland im Wienerwald in Niederösterreich. Erweitert wird er in der Geschichte des Wienerwalds und der Geschichte Niederösterreichs.

## Frühzeit, Antike und Mittelalter
Der breite Talkessel Allands war bereits in der Jungsteinzeit, im 6. Jahrtausend v. Chr., besiedelt. Ausgrabungen der bandkeramischen Kultur, Urnenfelderkultur und bronzezeitliche Relikte werden heute im Gemeindehaus ausgestellt.
In der Allander Tropfsteinhöhle hat man ein fast vollständiges, 10.000 Jahre altes Skelett eines Braunbären gefunden, welches dort heute ausgestellt ist.
Bereits im 8. Jahrhundert gab es in Alland eine Holzkirche.

### Babenberger

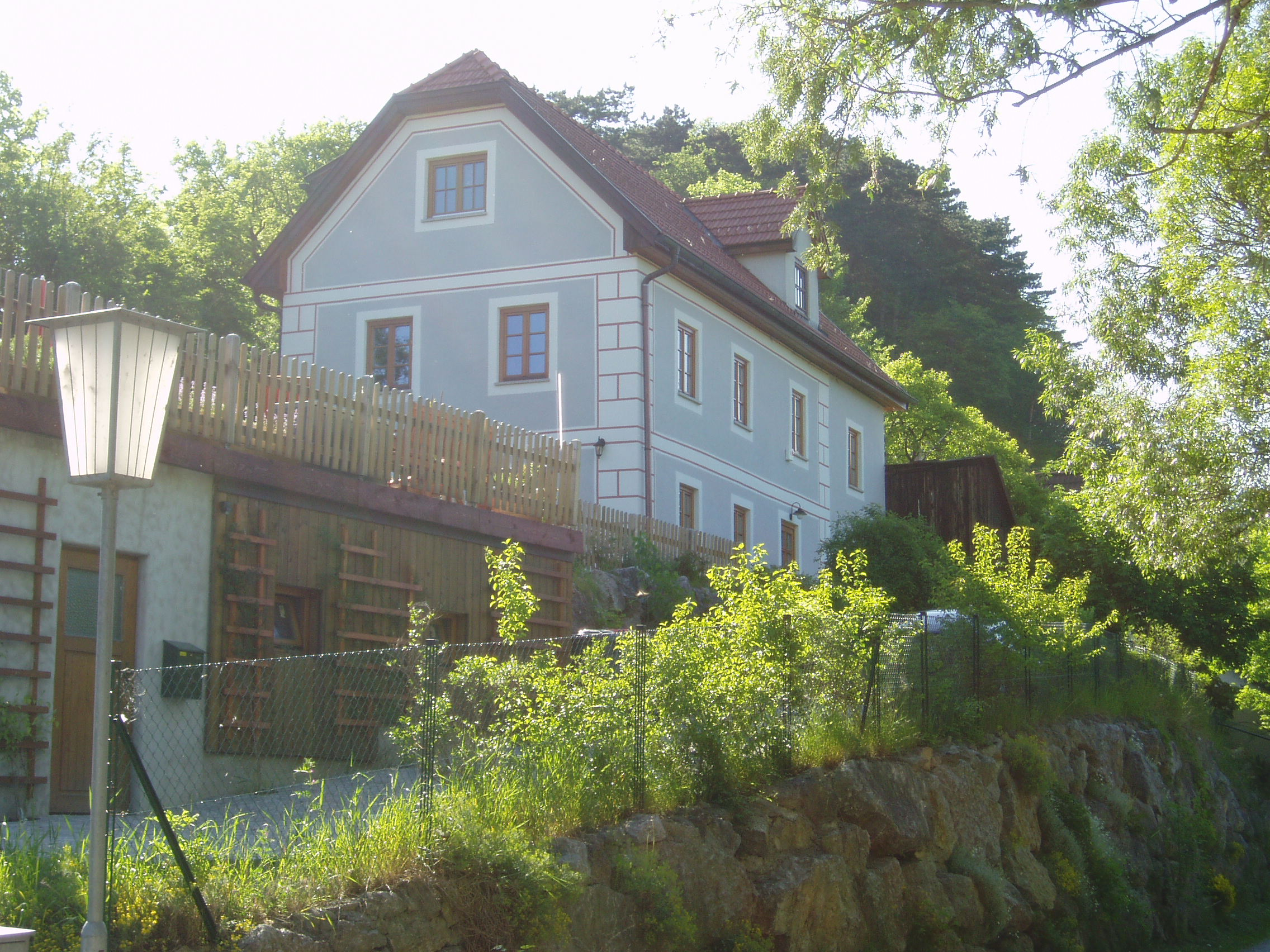
Babenbergerhaus Alland Nr. 32

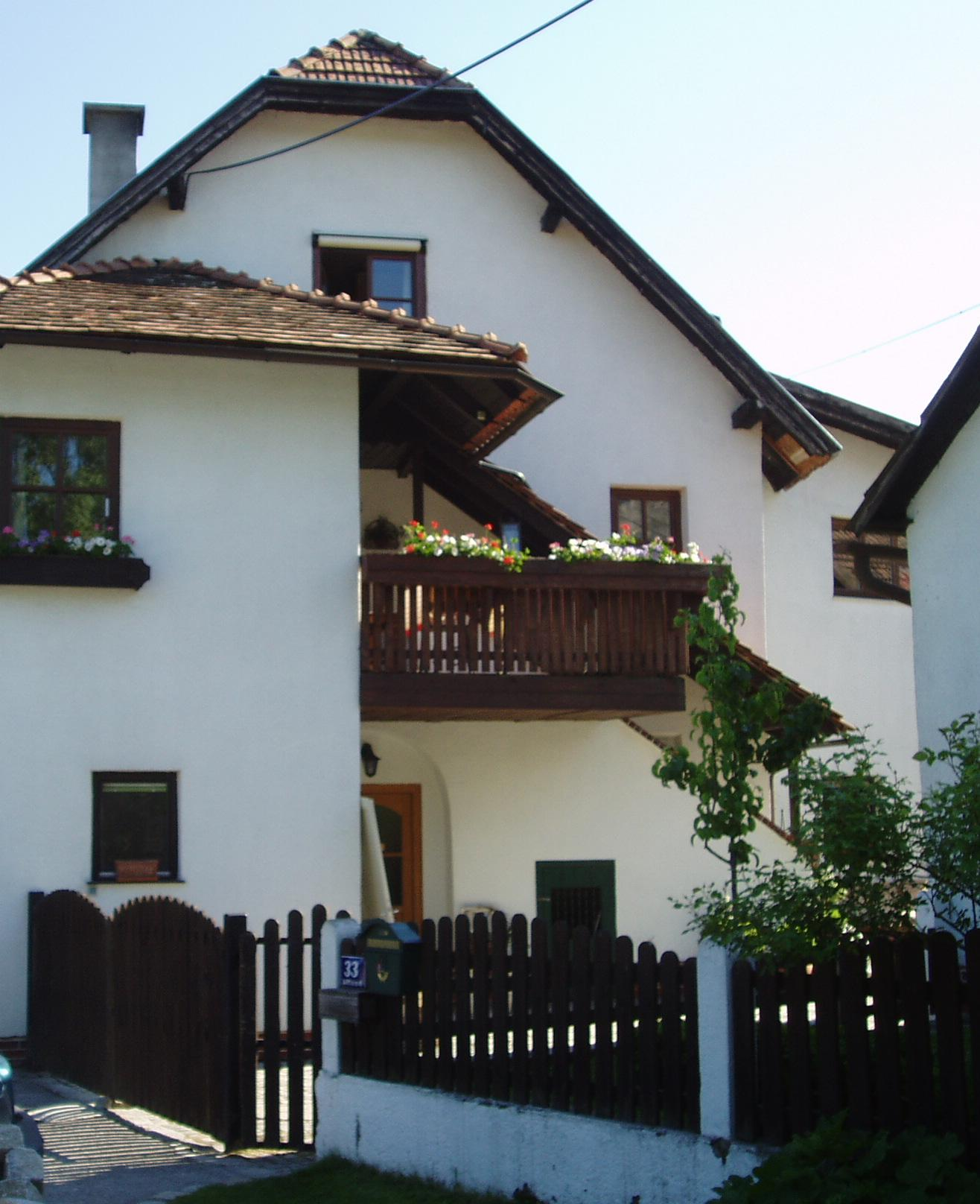
Babenbergerhaus Alland Nr. 33

1002 war Alland Teil der großen Schenkung König Heinrichs II. an den Babenberger Markgrafen Heinrich I., die das Gebiet zwischen der Dürren Liesing und der Triesting umfasste. Die für diesen Besitz gegründete dreischiffige, spätgotische Kirche von Alland, Adelath – Adelathe oder adel achte (= adeliger Besitz) – mit dem Doppelpatrozinium St. Georg und St. Margarethe – wird 1123 erstmals urkundlich erwähnt. Die Pfarre umfasste damals ein Gebiet, das heute auf 11 Pfarren aufgeteilt ist.
1133 gründete Markgraf Leopold III. im Allander Pfarrgebiet das Zisterzienserkloster Heiligenkreuz.
Die Babenberger besaßen in Alland ein Festes Haus und eine Meierei (die Babenbergerhäuser Nr. 32 und 33) – gegenüber dem gedeckten Steg über die Schwechat (aus dem Jahr 1745) – wo Friedrich I. von Österreich im Jahr 1249 geboren wurde. Er war der Sohn von Hermann VI. von Baden und Gertrud von Babenberg, der Nichte Herzog Friedrichs II. des Streitbaren von Österreich, des letzten Herrschers aus dem Haus der Babenberger. Wegen der glücklichen Geburt des Thronfolgers schenkte Gertrud den Allander Bauern Felder und Wälder, die bis heute im Eigentum der Agrargemeinschaft der Allander Urhausbesitzer sind und befreite sie weitgehend von Steuern und Abgaben. Diese Vergünstigungen gingen allerdings im Lauf der Zeiten verloren. 1253 schenkte Gertrud, die letzte Babenbergerin, die Pfarre und das Patronatsrecht dem Stift Heiligenkreuz.
Friedrich I., Markgraf von Verona und Baden, war bis zu seinem Tode zwar auch Titularherzog von Österreich, verzichtete ebenso wie seine Mutter auch nicht auf seinen Anspruch, konnte aber nie die Macht über sein Erbe – Österreich und die Steiermark – übernehmen. 1267 schloss er sich seinem Freund Konradin von Hohenstaufen an, der einen Italienzug zur Rückeroberung des staufischen Erbes anführte. Auf diesem wurde er 1268 von Karl von Anjou in Neapel geköpft.
In Deutschland folgte daraufhin die königslose Zeit, das Interregnum, und in den Babenberger Erblanden hatte bereits Přemysl Ottokar II. die Herrschaft übernommen.
1347 kam das alte herzogliche Haus als Lehen an Leutold den Allachter, dessen Familie sich seit 1136 nach Alland nannte und im späten 13. Jahrhundert auch den herzoglichen Forstmeister stellte.
Nach heftigen Widerständen der Bischöfe von Passau wurde die Pfarre schließlich 1386 durch Papst Urban VI. dem Kloster Heiligenkreuz inkorporiert; seither ernennt der Abt den Pfarrer von Alland.

## Neuzeit

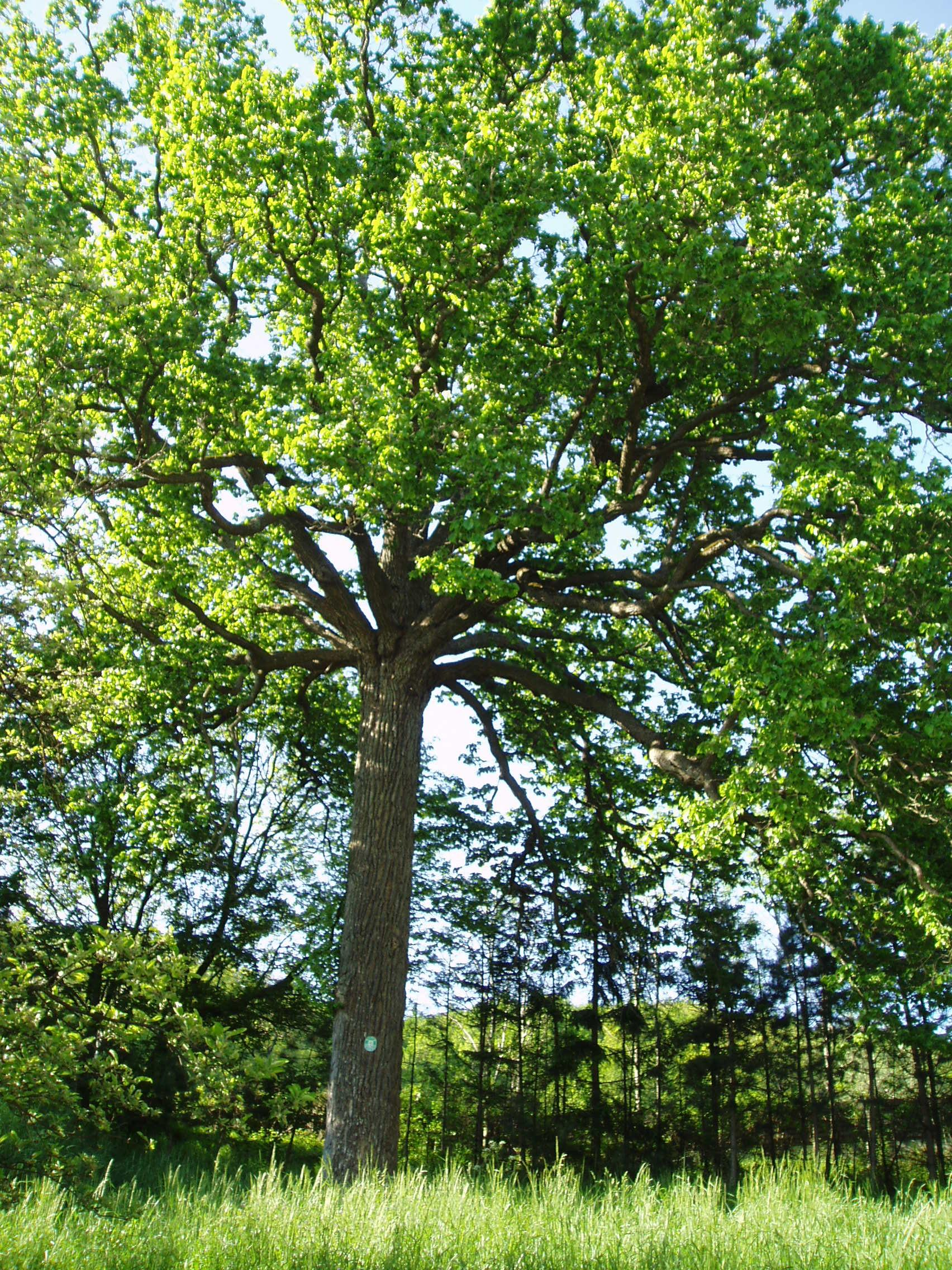
Allander Türkenhasel – Das 450 Jahre alte Naturdenkmal erinnert an ein Gemetzel während der Türkenkriege

In der Neuzeit wurde eines der zwölf Waldämter des Wienerwalds nach Alland benannt. 1507 fiel die Herrschaft Alland an Gandolf von Kienberg zu Kottingbrunn, ein Großteil des Gemeindegebietes gehörte daher bis 1848 zu Schloss Kottingbrunn.
Im Jahr 1529 bei der Ersten Wiener Türkenbelagerung wurde Alland durch requirierende, brandschatzende Türken weitgehend ausgerottet; das Naturdenkmal Allander Türkenhasel erinnert an das Gemetzel, das sich nach der Überlieferung bei diesem Baum abspielte. Das belagerte Wien hatte zu dieser Zeit 10.000–20.000 Einwohner.
Um 1600 bildeten sich im Zuge der Reformationswirren lutherische Enklaven wie Schwarzensee und Neuhaus im ansonsten wieder katholisch geprägten Wienerwald.
In den Jahren von 1684 bis 1694, nach neuerlichen Massakern durch umherstreifende Tataren und irreguläre Soldaten, sogenannten Akıncı, im Zuge der Zweiten Wiener Türkenbelagerung von 1683, kam es zu einer zweiten Besiedelungswelle durch Köhler, Holzknechte und Bauern aus den Habsburger Erblanden.

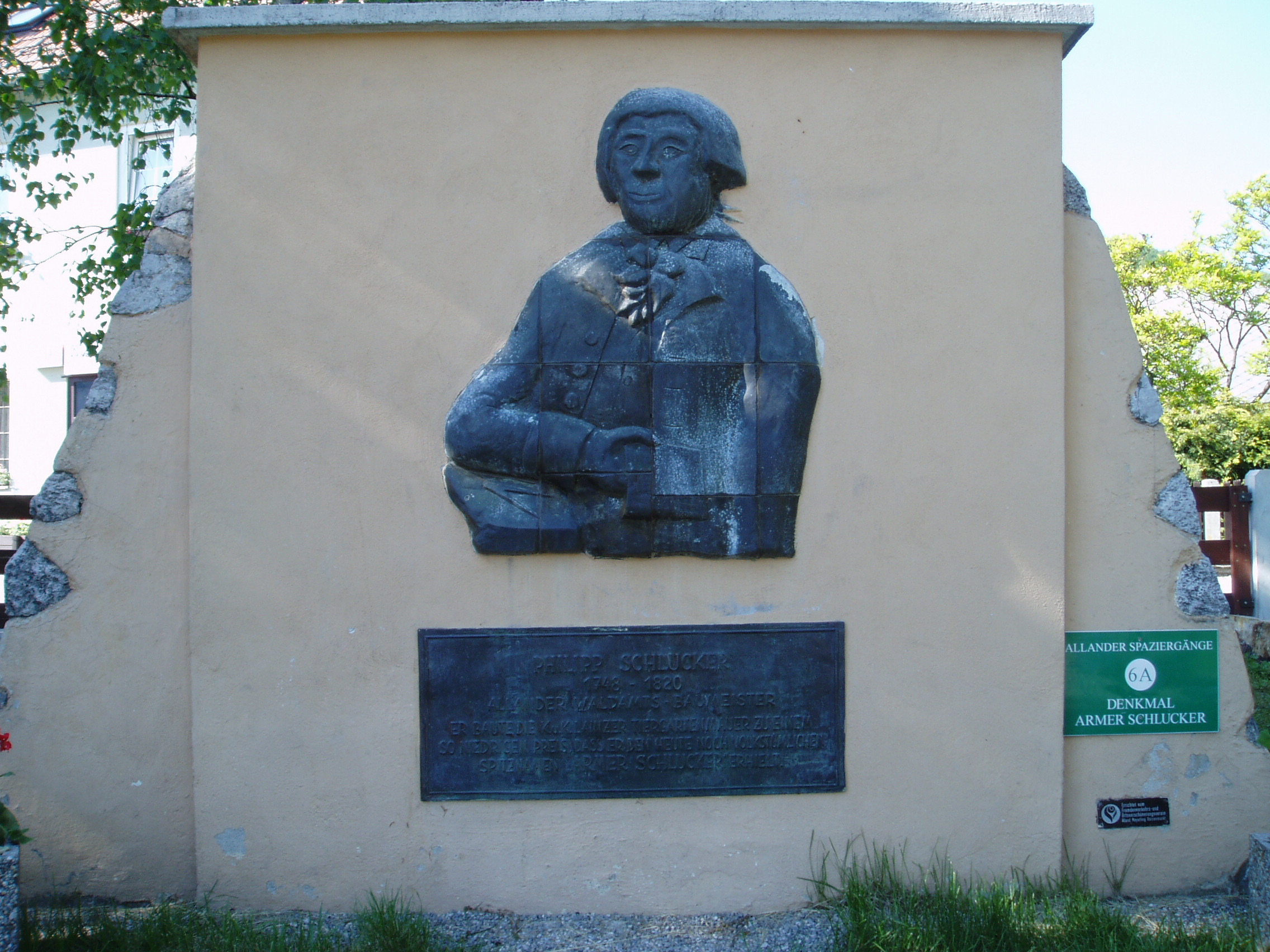
Schluckerdenkmal in Alland im Gemeindepark

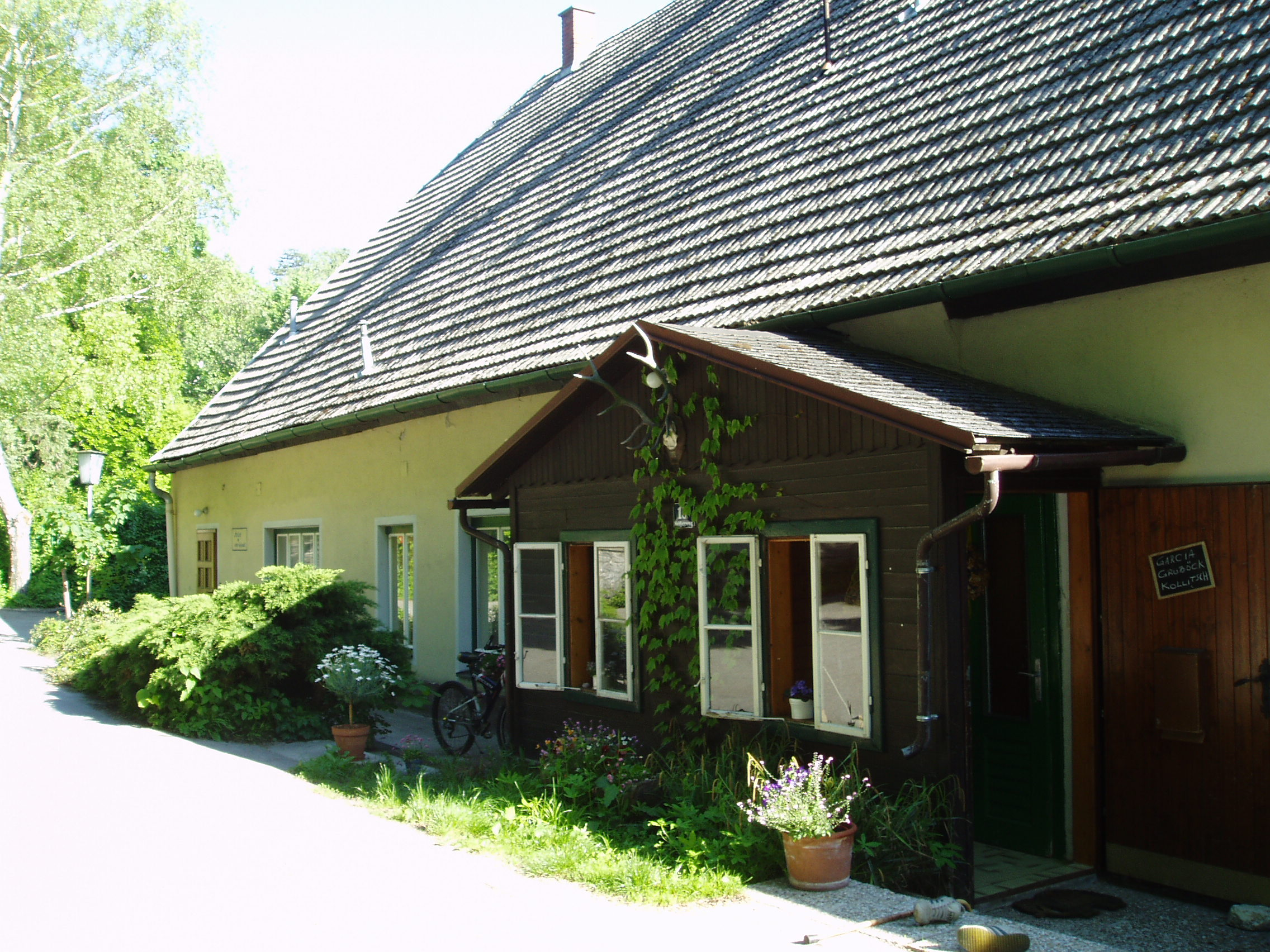
Das „alte Forstamt“ (Bild 2005) wurde um 2018 zu einem modernen Wohnhaus umgebaut.

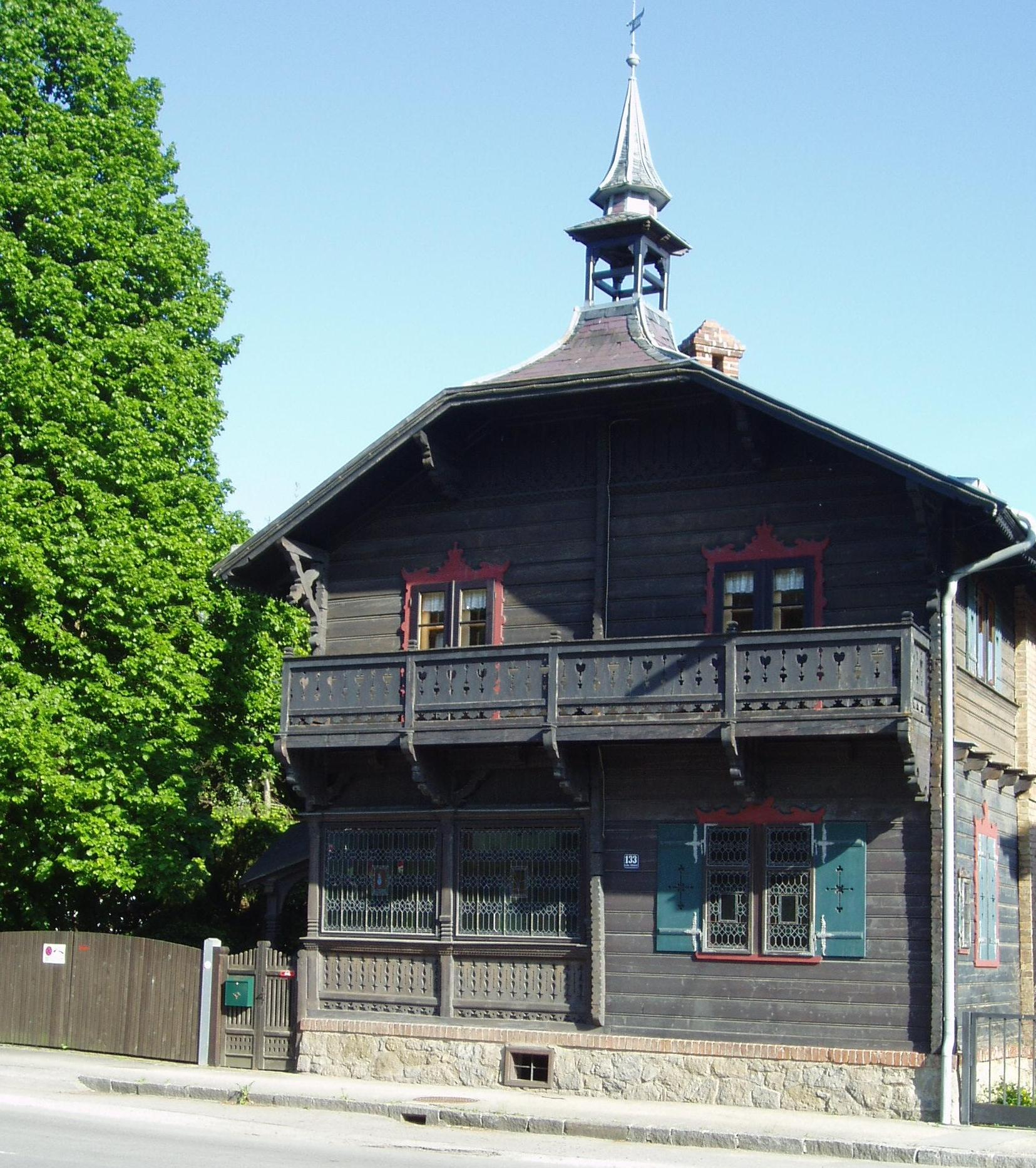
Holzhaus mit Butzenscheiben um 1900

Von der Regierung Kaiserin Maria Theresias und Josephs II. wurde der Allander Waldamtsbaumeister Philipp Schlucker um das Jahr 1781 mit dem Bau einer 22 km langen Mauer um den Lainzer Tiergarten betraut, die er 1782–1787 erfolgreich vollendete, wobei das von der unterlegenen Konkurrenz gestreute Gerücht, dass Schlucker mit dem vergleichsweise günstigen Preis bankrottgangen wäre, nicht belegbar ist. Im Gemeindepark gegenüber der Apotheke steht jetzt das Denkmal des angeblich Armen Schluckers. Um 1800 wurde von ihm der Allander Kirchturm, der sich geneigt hatte, neu errichtet.
Weltberühmt wurde Alland durch die Tragödie von Mayerling: Ein alter adeliger Ansitz im Gemeindegebiet von Alland, ab 1550 im Besitz des Stifts Heiligenkreuz, wurde 1886 von Kronprinz Rudolf gekauft und zum Jagdschloss Mayerling ausgebaut. Dort erschoss Rudolf am 30. Januar 1889 seine Geliebte Mary Vetsera und beging anschließend Suizid. Es folgte eine Umgestaltung in ein Karmelitinnenkloster durch Kaiser Franz Joseph I., der eine neue Kirche stiftete.
1928 erwog die Gemeinde Alland, ihren Namen auf Groß-Mayerling abzuändern, da seit der Eröffnung der Heilanstalt für Brustkranke 1898 der Ort von Sommerfrischlern gemieden werde. Laut Adressbuch von Österreich waren im Jahr 1938 in Alland fünf Ärzte, ein Tierarzt, ein Anstreicher, zwei Bäcker, ein Binder, zwei Brunnenbauer, ein Elektrotechniker, zwei Fleischer, drei Friseure, ein Fuhrwerker, sieben Gastwirte, acht Gemischtwarenhändler, drei Glaser, eine Hebamme, zwei Heuhändler, neun Holzhändler, ein Installateur, ein Kanditenhändler, ein Kino, zwei Lederwarenhändler, ein Maler, eine Mühle, zwei Obst- und Gemüsehändler, ein Fotograf, ein Rauchfangkehrer, ein Sattler, ein Schlosser, zwei Schmiede, zwei Schneider und eine Schneiderin, sechs Schuster, eine Spediteur, ein Spengler, zwei Trafikanten, drei Tischler, ein Wagner, ein Zahntechniker, ein Zementwarenerzeuger, drei Zimmerer und mehrere Landwirte ansässig. Weiters gab es im Ort eine Heilanstalt.

## Zweiter Weltkrieg
Im September 1940 wurden die Nonnen des Karmelklosters Mayerling von einer nationalsozialistischen Kommission vertrieben und im Garten des unteren Klosters in Mayerling 5 ein Arbeitslager des Reichsbautrupps der Organisation Todt unter der Leitung des 33-jährigen Gerd Orhs aus St. Veit an der Triesting – zuständig für den Bau der ab 1938 projektierten „Außenring“-Reichsautobahn – errichtet. Weitere Lager, vorwiegend mit Kriegsgefangenen des Frankreichfeldzuges, waren im heutigen Gewerbegebiet Alland mit der Bezeichnung „Leo Lipardi“ und am Buchberg eingerichtet. Es wurden von diesen Bautrupps, die einige hundert Mann umfassten, in ausschließlicher Handarbeit mehrere Brückenfundamente im Wienerwald errichtet, deren Ruinen teilweise heute noch stehen oder erst im Zuge des Baues der Außenringautobahn Anfang der 1980er Jahre abgerissen wurden.
Französische Kriegsgefangene und inhaftierte Zigeuner waren auch im entlegenen Ortsteil Windhaag untergebracht und als Garten- u. Landarbeiter in der Lungenheilstätte Alland eingesetzt.
Während des Krieges wurden „Volksdeutsche“ aus Bessarabien in Mayerling Nr. 3 von Schwestern des Roten Kreuzes betreut.
Am 26. Juli 1944 stürzten im Raum Alland zwei amerikanische Boeing B-17 ab, die nach einem Angriff von deutschen Jagdflugzeugen in der Luft kollidierten. Dabei konnten sich nur drei von zwanzig Besatzungsmitgliedern retten.
Im Zuge des Luftkrieges um Wiener Neustadt und Wien wurde am 13. Februar 1945 die Lungenheilstätte von Bomben getroffen, 13 Menschen starben.
Am 29. März 1945 überschritt die Rote Armee die österreichische Grenze bei Klostermarienberg im Bezirk Oberpullendorf im Burgenland. Am 3. April wurde Baden erreicht. Dort teilten sich die Truppen, indem ein Teil durchs Helenental in Richtung Heiligenkreuz und Alland vorstieß und der andere Keil den Angriff auf Wien über Pfaffstätten fortsetzte. Der Kampf um Alland tobte bis 22. April, bis sich die Front ins Triestingtal nach Altenmarkt und Hainfeld verlagert hatte.
Die Zerstörungen durch Artilleriebeschuss, Maschinengewehrfeuer und Brand im Ort Alland betrafen fast alle Gebäude im zentralen Ortsbereich. Von den meisten Häusern blieben nur die Kamine und einzelne Mauerteile stehen.
In der sowjetischen Besatzungszeit kam es zu einigen drastischen Übergriffen. So wurde ein Groisbacher am 5. Mai 1945 von einem sowjetischen Soldaten durch Kopfschuss getötet, weil er eine Vergewaltigung behindert hatte, und eine Groisbacherin starb an den Folgen einer Vergewaltigung durch 26 Russen am 8. Mai.

## Nachkriegszeit, Gegenwart
1948 konnte die durch Beschuss schwer zerstörte Kirche, nach umfassender Renovierung, neu eingeweiht werden.
In den 1950er und 1960er Jahren konnte sich der Ort als gesellschaftliches Zentrum der Region profilieren. In den gutgehenden Gasthäusern trafen sich die Bauernschaft, Kurgäste des Rehabilitationszentrums, Wienerwald-Wanderer und Sommerfrischler aus Wien. Sogar ein Kino im heutigen Haus der Freiwilligen Feuerwehr Alland florierte bis 1972.
Die Gemeinden Alland und Raisenmarkt schlossen sich im Jahr 1972 zur Großgemeinde Alland zusammen. Landeshauptmann Erwin Pröll erhob diese im Jahr 2002 zur Marktgemeinde.
Das größte Projekt, das die Gemeinde Alland je in Angriff genommen hat, war – neben dem Bau von 70 Kilometern asphaltierter Gemeindestraßen – der Bau des Kanal- und Wasserleitungsnetzes in allen Ortsteilen. Die Kläranlage in Mayerling, die kaum sichtbar in die Natur eingebettet ist, wurde 1994 in Betrieb genommen. Für die Wasserversorgung wurden von der Gemeinde neue Quellen erworben und entsprechende Pumpwerke und Trinkwasserbehälter sowie eine moderne Steuerungsanlage errichtet.
Die Flutkatastrophen der Jahre 1997 und die Jahrhundertflut 2002 betrafen auch die Schwechat, die die Straßen und Keller des Ortskerns, das Heimatmuseum im Untergeschoß des Gemeindehauses und das Hallenbad in der Hauptschule zerstörte. Der Hochwasserschutz ist seitdem eines der wichtigsten Anliegen des Gemeinderates.
Die nach wie vor ländliche Gegend erlebte in den 1970er Jahren, als die Allander Autobahn entstand, und besonders ab 1980, als sie fertiggestellt wurde, starke gesellschaftliche Veränderungen. Durch die schnelle Anbindung nach Wien (Fahrzeit etwa 20 Minuten) wurde sie für Zuzügler aus der Großstadt Wien und als Zweitwohnsitz attraktiv.
Das Verkehrsaufkommen auf dieser wichtigen Verbindungsstrecke zwischen Westeuropa und Südosteuropa ist besonders seit der EU-Erweiterung 2004 enorm gestiegen, was ernste Probleme für den Lärm- und Umweltschutz mit sich brachte.
Im Jahr 2004 wurden etwa 200 von 1177 Haushalten im Gemeindegebiet mit Breitband-Internet (ADSL) versorgt.